# 苑時葵
苑時葵（1551年—1613年），字向卿，号近陽，順天府通州寶坻縣人，民籍，明朝官员。

## 生平
萬曆元年（1573年）癸酉科順天府鄉試第七十六名，萬曆八年（1580年）庚辰科會試第六十四名，登三甲第三十一名進士。授文林郎、山西阳曲县知县。萬曆十年被弹劾罢官。

## 家族
曾祖苑禮；祖父苑章，封奉政大夫南京刑部郎中；父苑固，光禄署正。母許氏；繼母張氏。伯父苑囿，嘉靖癸丑進士，官至南京刑部郎中。